# وحدة خلط

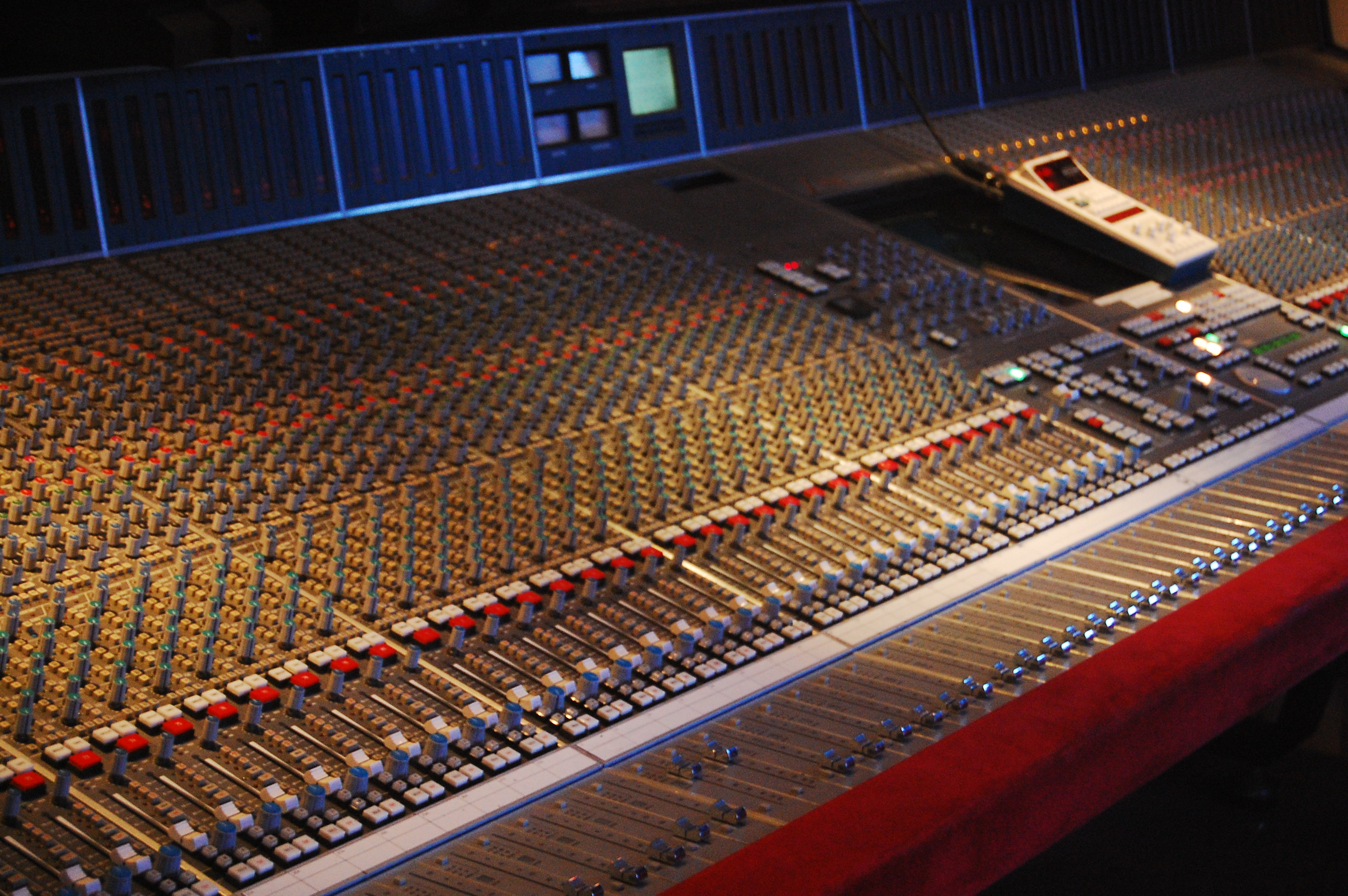
خلاط الصوت

وحدة الخلط أو مكسر صوت (بالإنجليزية: Mixing console)‏ في تسجيل الصوت وإعادة إنتاجه، وأنظمة تعزيز الصوت هي جهاز إلكتروني لجمع الأصوات من العديد من الإشارات الصوتية المختلفة. وتشمل المدخلات إلى وحدة الخلط كل من الميكروفونات المستخدمة من قبل المطربين والتقاط الآلات الصوتية، وإشارات من الأدوات الكهربائية أو الإلكترونية، أو موسيقى مسجلة. اعتمادا على نوع الخلاط (الميكسر) فقد يكون قادر على السيطرة التناظرية أو الإشارات الرقمية. وتجمع الإشارات المعدلة لإنتاج إشارات الإخراج المجمعة، التي يمكن بعد ذلك بثها وتضخيمها بواسطة نظام تقوية الصوت، أو تسجيلها. يعتبر المكسر العمود الفقري لأي نظام صوتي، حيث يقوم بربط كافة الأجهزة الصوتية ويقوم بمعالجتها ومزجها وثم إخراجها إلى المكبر الصوتي، ولكن المهمة الرئيسية للمكسر هي مزج الإشارات الداخلة اليه، المكسر هو الجهاز الذي يقوم باستقبال ومزج إشارتين معاً وإخراجهما كأنها إشارة واحدة، تختلف أنواع المكسرات حسب الحجم المطلوب أوعدد المداخل والمخارج المطلوبة ونوع المداخل وعدد أجهزة المعالجة التي يمكن وصلها به.

## الأجهزة التي يمكن ربطها بالمكسر
الميكرفونات وبعض أنواع الآلات الموسيقية وأجهزة التسجيل باختلاف أنواعها والمونيتور (speaker monitor) والهيدفون (Headphone)، وأجهزة المعالجة الملحقة مثل معدل ترددات (Equalizer) والضاغط (Compressor) وبوابة الضجيج  (Noise Gate) وأجهزة التكبير الصوتي (Amplifier).

## مبدأ عمل مكسر صوت
المكسر يحوي على عدد من القنوات، كل قناة Channel، خاصة بإشارة واحدة.
ان إشارة المكرفون التي تدخل إلى المكسر هي إشارة ضعيفة جداً، ولا يمكن التعامل معها، لذلك يقوم المكسر مباشرة بنكبير هذه الإشارة لتصبح إشارة Line وذلك عبر دارة تكبير موجودة على كل مداخل الميكرفونان في المكسر.
عملياُ لايتم ادخال إشارة Line  في نفس مدخل إشارة المكرفون Mic لأن هذا سيؤدي إلى تكبير إشارة Line وتشويهها، لذلك يتم وضع مدخل مستقل لإشارة Line ولإشارة المكرفون، حيث أن لكل شريحة أو قناة مدخلmic ومدخل Line.
- يوجد في معظم المكسرات Equalizer بسيط خاص بكل قناة يمكن بواسطته تعديل ترددات الإشارة الداخلة قبل مزجها مع باقي القنوات.
- يتم إرسال الإشارة بعد أن يتم التحكم بمطالها إلى دارة المزج حيث يتم جمع الاشارات من كل القنوات لتخرج من مخرج واحد.
- بعد أن يتم مزج الاشارات يتم أخذ جزء من الإشارة إلى مخرج مستقل للتسجيل.
- بعض المكسرات تحوي مداخل ومخارج يتم من خلالها إرسال الإشارة إلى جهاز خارجي يتم معالجة الإشارة فيه (ضاغطCompressor، بوابة Gate، معدل ترددات Equalizer، جهاز صدى Echo) ومن ثم تعود الإشارة لتتابع سيرها في المكسر.[2]

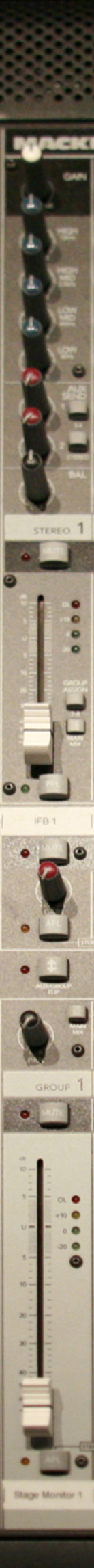

## مكونات مكسر صوت
لكل مكسر عدة قنوات، القناة الواحدة تحوي العديد من المفاتيح التي تتحكم بشدة الإشارة وتغيير تردداتها.
أول مفتاح Gain هو مفتاح التحكم بشدة مطال الإشارة الداخلة إلى المكسر من هذا المدخل، حيث يمكن من خلال هذا المفتاح زيادة أو انقاص إشارة هذا المدخل على حسب شدة هذه الإشارة الداخلة، المفاتيح الاربعة التي تلي مفتاح Gain هي مفاتيح اكولايزر التي تقوم بتعديل مطال الترددات في الإشارة الصوتية الداخلة، المفتاح الأول من الأعلى هو للترددات العالية، يليه مفتاحان يتحكمان بالترددات المتوسطة، ثم المفتاح الأخير للترددات المنخفضة، المفتاح المنزلق والذي يسمى Fader هو مفتاح التحكم النهائي بشدة الإشارة الخارجة من هذه القناة إلى المكسر، حيث سيتم مزجها مع الاشارات الاتية من القنوات الأخرى، هذا المفتاح المنزلق يعطي  مهندس الصوت تحكم ناعم وسلس بشدة الإشارة الخارجة من القناة إلى المكسر، تقوم المفاتيح المنزلقة Faders بالتحكم بمطال كل إشارة من اشارات المداخل وحيث  يقوم مهندس الصوت بموازنة كل الاشارات الداخلة على حسب البرنامج ونوع الاشارات الصوتية الداخلة، تتكرر هذه المفاتيح بنفس الطريقة في كل الشرائح المتبقية أي لكل الاقنية، بعد ذلك يتم مزج الاشارات كلها وتخرج من مخرجين رئيسيين يمين R ويسار L، والتحكم النهائي بمطال الإسارة الخارجة يتم بواسطة مفتاحين Master Faders.
يوجد مخارج خاصة أيضا لتوصيل أجهزة التسجيل، ولتوصيل سماعات المونيتورMonitor speaker أي السماعات الموجودة بجانب مهندس الصوت التي من خلالها يمكن سماع الصوت الخارج من المكسر، أو مخرج لسماعة الرأس Headphone إذا رغب مهندس الصوت بسماع الصوت بمعزل عن الجو المحيط به الذي ممكن أن يكون فيه بعض الضجيج الذي يشتت تركيزه أو لا يمكنه من سماع التفاصيل الصغيرة.
قد تحوي بعض المكسرات مفاتيح تدعى SOLO أي (منفرد) يسمح لمهندس الصوت بسماع إشارة المدخل أو القناة لوحدها بمعزل عن باقي القنوات، أي صوت قناة معينة لوحدها فقط، دون التأثير طبعاً على الصوت النهائي الخارج من المكسر.